# Kempendjaj
Il Kempendjaj (in russo  Кемпендяй?; in lingua sacha: Кэмпэндээйи) è un fiume della Russia siberiana orientale (Repubblica Autonoma della Sacha-Jacuzia), affluente di destra del Viljuj.
Nasce e scorre nella sezione nord-occidentale delle alture della Lena, mantenendo direzione mediamente occidentale su tutto il percorso; sfocia nel Viljuj a km dalla foce, presso il villaggio di Suntar.
Il Kempendjaj attraversa una regione piuttosto remota, date le condizioni climatiche: il maggiore centro urbano toccato dal fiume è il villaggio omonimo, nel medio corso.
Il fiume è gelato, mediamente, nel periodo ottobre-maggio.